# اولها وولکووا
اولها وولکووا (اوکراینی: Ольга Володимирівна Волкова؛ زادهٔ ۵ ژوئیهٔ ۱۹۸۶) اهل اوکراین است. وی همچنین از اسکی‌بازان نمایشی در بازی‌های المپیک زمستانی ۲۰۰۶ بوده‌است. وولکووا در بازی‌های المپیک زمستانی ۲۰۱۰ نیز حضور داشت.